# Кировец (хоккейный клуб, Ленинград)
«Кировец» — советский клуб по хоккею с шайбой из Ленинграда.

## История
Команда была основана в 1947 на базе футбольнохоккейной секции Кировского завода; под названием «Дзержинец» выступала до 1949 года. В 1954—1958 годах — «Авангард», с 1959 — «Кировец».
В первой группе / классе «А» чемпионата СССР клуб провёл 10 сезонов (1947/48 — 1948/49, 1954/55 — 1961/62). Лучшее достижение — 5-е место (1957/58).
Молодёжная команда «Кировца» дважды играла в финальном турнире первенства СССР среди молодёжи. В 1958 году заняли пятое место и в 1960 году — восьмое.
В 1958 году игрок «Авангарда» Валентин Быстров первым из хоккеистов ленинградских команд сыграл в составе сборной СССР на чемпионате мира и Европы в Осло, где стал вице-чемпионом мира и чемпионом Европы.
В феврале 1962 года игрок «Кировца» Георгий Юдин в составе студенческой сборной СССР стал серебряным призёром Зимней Универсиады в Швейцарии. 
В 1962 году команда мастеров была расформирована. В дальнейшем, до 1992 года, участвовала в клубном первенстве Ленинграда.

### Главные тренеры[3]
- Михаил Журавлёв (1947—1948, играющий тренер)
- Павел Батырев и Павел Ольховик (1948—1949)
- Владимир Лапин (1954—1957)
- Анатолий Викторов (1957—1961)
- Валентин Быстров (1961—1962)

### Достижения
- Чемпион Ленинграда (4) — 1954, 1956, 1969, 1971[4]
- Обладатель кубка Ленинграда (5) — 1950, 1954, 1956, 1958, 1960